# Olympia (Paris)
Pour les articles homonymes, voir Olympia.
L'Olympia est une salle de spectacle située 28, boulevard des Capucines, dans le 9e arrondissement de Paris. C'est le plus ancien music-hall de Paris encore en activité. La marque est la propriété du groupe Vivendi depuis 2001.

## Historique

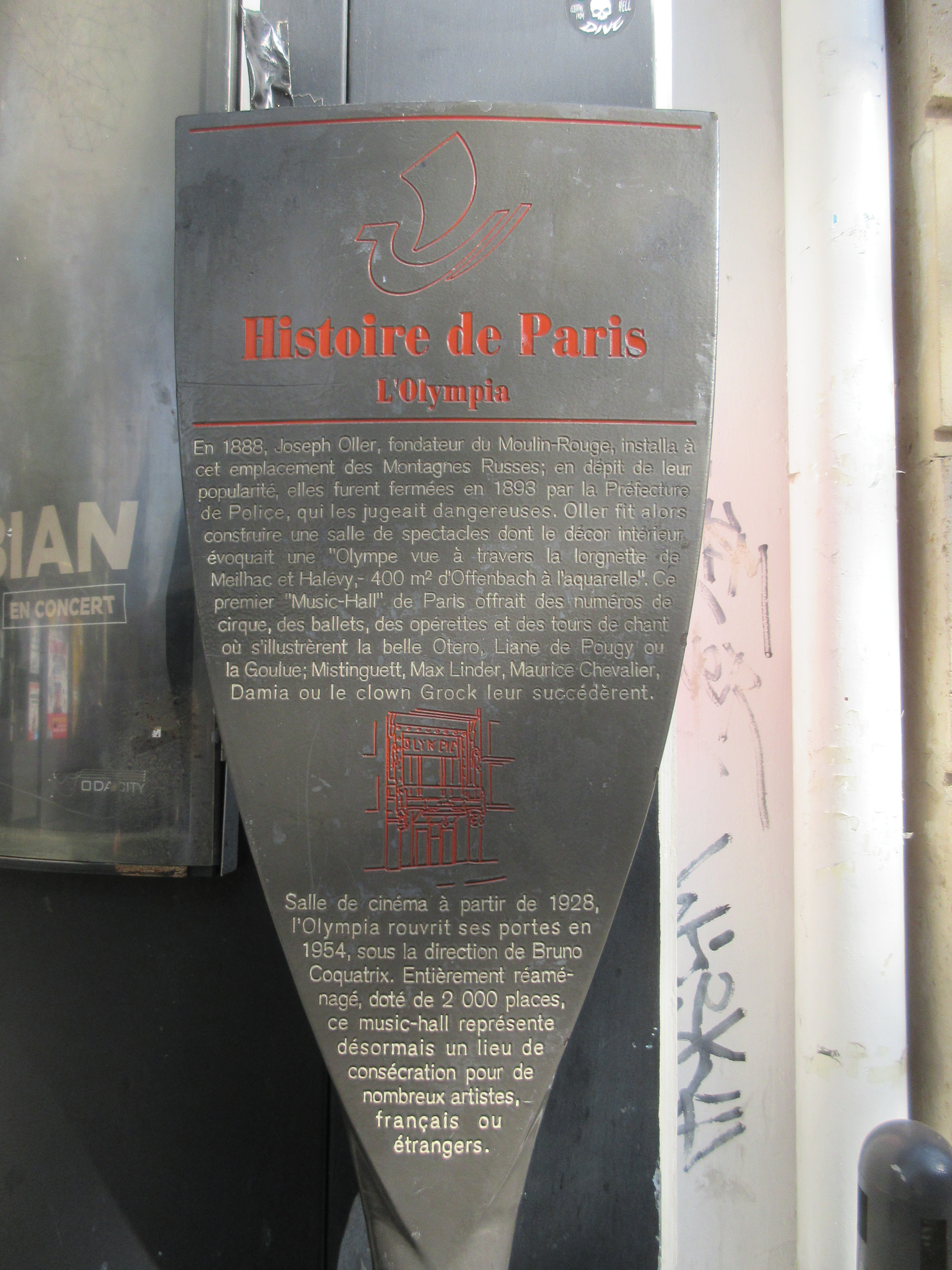
Panneau Histoire de Paris
« L'Olympia ».

### Les débuts

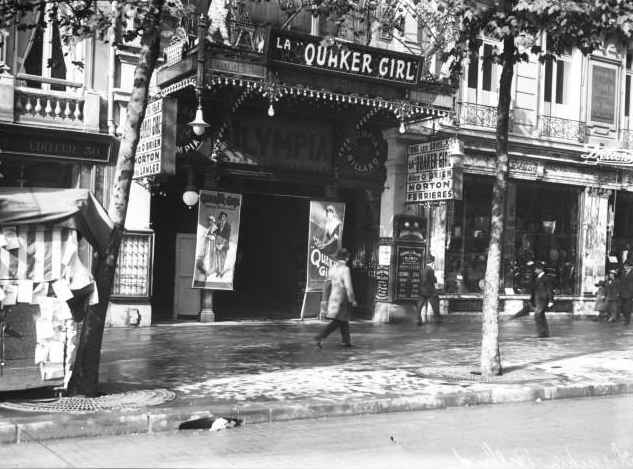
Façade de l'Olympia en 1913.

En 1888, Joseph Oller — le fondateur du Pari mutuel et du Moulin-Rouge — pose ses montagnes russes dans la cour d'un bâtiment donnant sur le 28, boulevard des Capucines. Le préfet de police Henri Lozé, craignant l'incendie des montagnes russes bâties en bois, demande la fermeture de l'attraction. Oller procède donc à la démolition des montagnes russes et fait édifier une salle de spectacle de deux mille places : l'Olympia.
L'inauguration a lieu le 11 avril 1893, avec comme toutes premières vedettes La Goulue (danseuse de cancan), Loïe Fuller (danseuse américaine) et Fregoli (transformiste).
Entre 1895 et 1900, le musée Oller, un musée de cire, est installé dans les sous-sols de l'Olympia. Il présente des scènes historiques (Jésus et Ponce Pilate, la Révolution française, le couronnement du tsar, etc.) ou sensationnelles (liées au monde policier et judiciaire notamment).
Les frères Isola dirigent l'établissement de 1898 à 1911. Les attractions foraines (acrobates, contorsionnistes, etc.) occupent la scène. En février 1896, Oscar de Lagoanère devient directeur. Grâce à son activité qui sort un peu des sentiers battus, l'Olympia reprend une animation très diverses et le music-hall reste ouvert en été. En 1902 Blanche de Marcigny y présente un spectacle de Haute école. De 1911 à 1914, Jacques Charles y monte des revues de music-hall, Mistinguett et Yvonne Printemps s'y produisent. En 1916, Raphaël Beretta et Léon Volterra en prennent la direction. Pendant la Première Guerre mondiale la salle ferme ses portes.
Paul Franck leur succède de 1918 à 1928. Il introduit dans les attractions de plus en plus de chanson. Entre autres vedettes, passent alors à l'Olympia Fragson, Fréhel, Damia, Marie Dubas et Lucienne Boyer.
Joseph Oller meurt en 1922. En 1924, Gina Palerme s'y produit à son retour d'Angleterre, dans un numéro mixte de chant et de cinéma. Sa prestation est précédée en première partie d'Antonin Berval, qui y fait ses débuts sur une scène parisienne, et en seconde partie de La Argentina.
En août 1932, Ruth Virginia Bayton avec l'orchestre de Sam Wooding se donne dans la revue La Jungle Enchantée.
Mais au fil du temps la salle se remplit de moins en moins. Elle devient alors, en 1929, un cinéma sous le nom de Théâtre Jacques-Haïk. Il y avait alors un orgue Cavaillé-Coll (11 rangs, xylophone, cloches et 24 accessoires) joué entre autres par Gilbert Leroy (il existe des enregistrements)[réf. nécessaire]. Pendant la seconde guerre mondiale, l'armée allemande, puis l'armée américaine investissent le lieu. Le cinéma y règne jusqu'en 1954.

### Le renouveau par Bruno Coquatrix

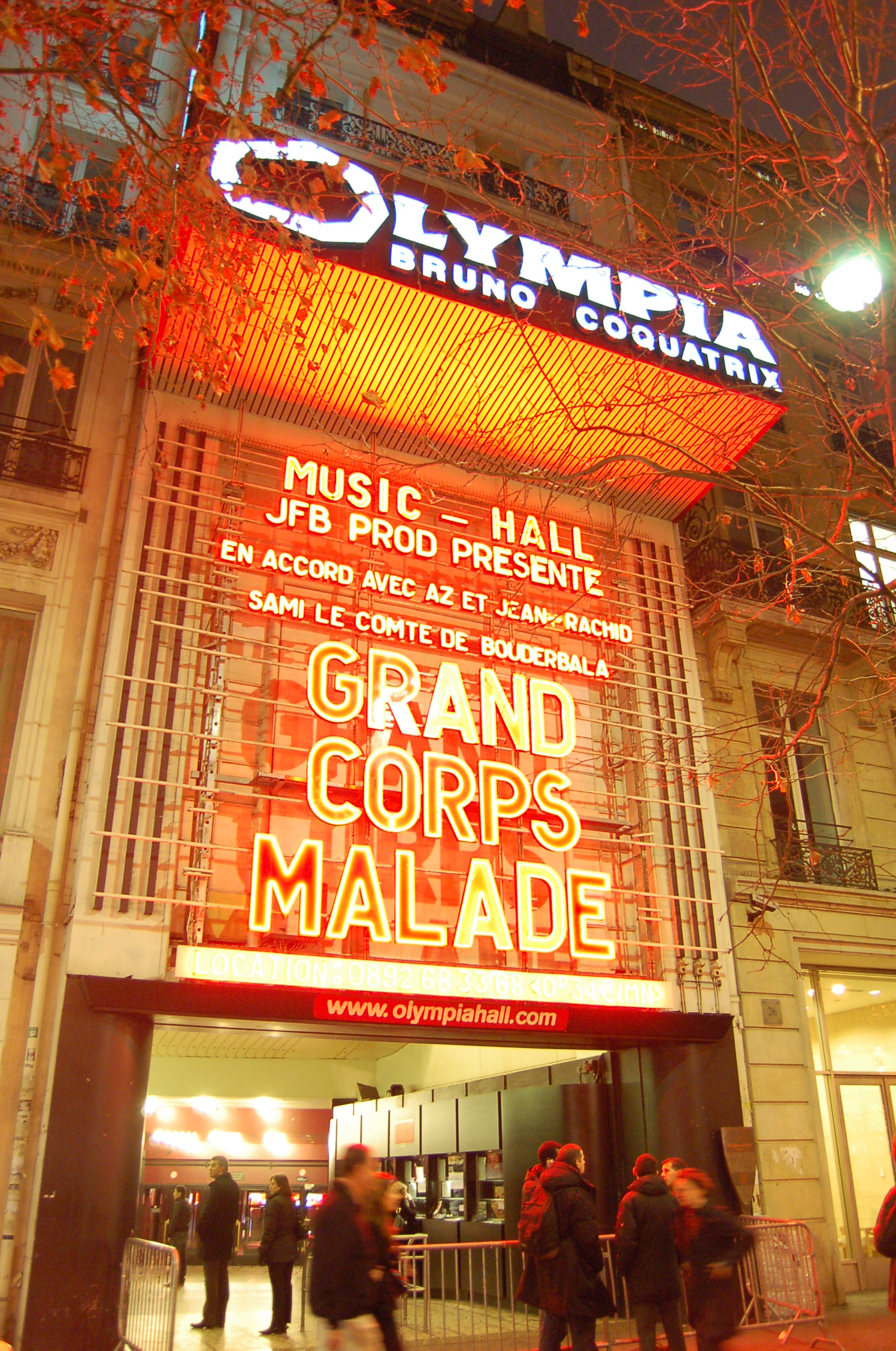
La façade de l'Olympia.

Jacques Haïk (créateur du cinéma Le Grand Rex) reconstruit entièrement l'intérieur et le hall de l'ancien music-hall de Joseph Oller pour en faire une magnifique salle. En 1954, la Sato (société du « Groupe Jacques Haïk », propriétaire du fonds de commerce de l'Olympia), finance intégralement une sonorisation moderne et engage Bruno Coquatrix comme directeur.
Le nouvel Olympia ouvre le 5 février 1954. Bruno Coquatrix, son nouveau directeur, rend la salle à la chanson. Le public afflue. Sur scène se succèdent Lucienne Delyle accompagnée d'Aimé Barelli, et Gilbert Bécaud y fait ses débuts. Ce succès va donner des ailes à la salle, et sa renommée va aller grandissante. Tous les grands de la chanson se produisent alors sur cette scène devenue mythique : Charles Trenet, Édith Piaf, Léo Ferré, Juliette Gréco, Georges Brassens, Jacques Brel, Barbara, Claude François, Johnny Hallyday, etc.
La programmation ne se limite pas à des artistes français : le 19 octobre 1955, après Louis Armstrong, Ella Fitzgerald et Billie Holiday, c'est au tour de Sidney Bechet d'être à l'affiche de l'Olympia.
Et dans les années 1960, Gene Vincent, les Beatles et les Rolling Stones, entre autres, fouleront la scène.
En octobre 1956, Bruno Coquatrix et le directeur d'Europe 1 décident de s'associer pour créer les Musicoramas. Le lundi, jour de relâche de l'Olympia, la scène est alors occupée par un récital unique produit par la radio et diffusé soit en direct, soit quelques jours plus tard sur ses ondes.
L'Olympia est également la salle qui fait connaître Dalida en 1956 lors de l'émission Les Numéros 1 de demain. Elle s'y produit à huit reprises. 1961 est une année riche. Gilbert Bécaud venu y créer Et Maintenant. Mais l'année 1961 est contrastée, l'Olympia est au bord de la faillite, Bruno Coquatrix fait appel alors à Édith Piaf, qui, encore très malade y chante Non, je ne regrette rien, Mon Dieu, les Flonflons du bal, elle y tiendra trois mois jusqu’à deux représentations par soir. Jacques Tati la suppléera en présentant Jour de fête à l'Olympia, qui reprend certaines scènes de son premier film, Jour de fête, en partie colorisé pour l’occasion et en y mêlant des acrobaties et des sketches bien réels. Grâce aux prouesses de ces deux artistes, l'Olympia fut sauvé. Johnny Hallyday prend la suite. Il est le premier artiste de sa génération à faire l'Olympia, et il provoque un tel enthousiasme auprès de son public en effervescence que l'on doit commander de nouveaux sièges. Prévue dans la foulée, Marlène Dietrich se dédit. C'est ainsi que Jacques Brel, qui faisait déjà régulièrement partie du programme de l'Olympia depuis 1954, s'y retrouve pour la première fois en haut de l'affiche (malgré les réticences de Bruno Coquatrix) et est accueilli avec succès. En 1964, il y interprète pour la première fois Amsterdam et fait un triomphe. En octobre 1966. Brel y fait ses adieux officiels, ayant décidé d’arrêter définitivement le tour de chant ; après trois semaines consécutives, sa dernière, retransmise en direct à la télévision, reste l'une des plus émouvantes et mémorables soirées de l'histoire de l'établissement : à la fin, l'ovation du public n'en finissant pas, le chanteur se décide à revenir au bout d'environ 30 minutes en peignoir sur scène pour un ultime salut.
Jusqu'en 1967, Johnny Hallyday se produit régulièrement à l'Olympia : en 1962, 1964 pour cinquante sept représentations qui précédent son départ au service militaire ; rendu à la vie civile, il y fait sa rentrée à l'automne 1965 ; en 1966 lors d'un Musicorama qui relance totalement sa carrière (Jimi Hendrix et son groupe y fait ses débuts en première partie) et 1967, où il se produit avec Sylvie Vartan. Le chanteur congolais Tabu Ley Rochereau serait, en 1970, le premier Africain a se produire dans l'Olympia de Paris. Après ce récital, Hallyday délaisse l'Olympia devenu « trop étroit » pour se produire dans de plus grandes salles (en nombre de spectateurs), d'abord au Palais des sports, puis (plus tard), au Zénith et Bercy, etc. Il faut attendre l'an 2000, pour qu'il revienne boulevard des Capucines, où pour ses quarante ans de carrière, il y donne quarante deux représentations durant l'été. Une exception toutefois, en 1973, où à la demande de Bruno Coquatrix, faisant face à des difficultés de trésorerie qui menace l'Olympia de fermeture, le chanteur s'y produit gracieusement du 19 au 23 juin. À l'occasion de sa tournée Flashback Tour, en 2006, il y donne encore quelques représentations en décembre.

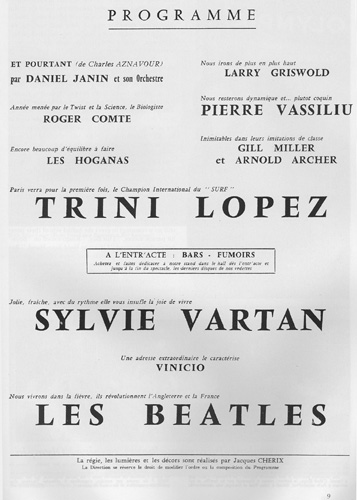
Programme des shows de l’Olympia en janvier et février 1964.

La salle accueille fin 1961 les premiers tours de chant de Sylvie Vartan ; on remarque particulièrement son 4e passage durant trois semaines du 16 janvier au 4 février 1964 avec les Beatles et Trini Lopez. La chanteuse s'y produit ensuite très régulièrement : 1967, 1968, 1970 et 1972. À partir de 1975 elle est la première chanteuse française à relever le défi des grandes salles et quitte donc l'Olympia pour y faire son grand retour en 1996. Elle s'y produit encore en 1999, 2009 et 2010, etc.
De nombreux spectacles de rock et de twist sont organisés entre 1961 et 1963 avec notamment Concentration Rock en novembre 1962, un spectacle de plus de 2 heures avec de nombreuses vedettes françaises et groupes du moment, avec Daniel Gérard et Les Dangers, le duo Les Copains, et en 2e partie Les Chats Sauvages reformés avec Mike Shannon. Le groupe de Heavy metal traditionnel Black Sabbath y fit également un concert le 20 septembre 1970.
Gene Vincent chante pour la première fois à l'Olympia le 15 décembre 1959.
En 1969, Bruno Coquatrix engage sur les conseils de son épouse Patrick Ullmann pour être le photographe officiel de l'Olympia ; il y restera jusqu'en 1997. Patrick Ullmann avait déjà effectué des photographies par le passé à l'Olympia, pour Europe 1. Il avait découvert l'Olympia en 1957, alors qu'il avait 15 ans, lorsque son père l'y emmena pour la première fois pour voir Gloria Lasso.
Les 13 et 16 octobre 1969, le grand pianiste György Cziffra fait deux récitals retentissants où il joue Couperin, Rameau, Daquin, Scarlatti, Lully, Hummel, Mozart, Ravel, Chopin, Falla, Liszt, Mendelssohn.
Le 28 février 1972, l’unique concert donné par Alan Stivell, accompagné de nombreux musiciens, relance l’intérêt du public pour la musique celtique, phénomène amplifié par une retransmission radiophonique et un enregistrement qui se vend à 1 500 000 exemplaires.

Affiche annonçant le chanteur Enrico Macias et la chanteuse brésilienne Elis Regina à Olympia en 1968. Archives nationales du Brésil.

En 1979, à la mort de Bruno Coquatrix, sa femme Paulette et sa fille Patricia héritent la salle de spectacle à parts égales.
Michelle Torr y fait salle comble pendant plus d'un mois à guichets fermés en 1980.
En 1983, des clowns y sont programmés: les Colombaioni.
En 1989, Sheila y fait ses « adieux à la chanson ». Neuf ans plus tard, en 1998, elle y fait son retour à la scène.
En 1998, Annie Cordy fête ses 50 ans de carrière et ses 70 ans sur cette scène.
Grâce à Bruno Coquatrix et par la suite son neveu Jean-Michel Boris (qui en prend la direction de 1979 à 2001), l'Olympia a accueilli les plus grands artistes de toutes les époques.
Le record de durée est établi par Michel Sardou en 1995, qui reste à l'affiche durant six mois et donne 113 représentations du 10 janvier au 26 mars et après prolongation du 11 au 30 avril, achève finalement son tour de chant le 10 juin.
En plus de la musique et de la chanson, l'Olympia accueille une grande variété de spectacles, comme des cirques, des ballets, des films et des opérettes.
Une école de danse et de spectacle est installée dans les combles du bâtiment. Dans ce lieu de répétitions pour Sylvie Vartan et Dalida notamment, Arthur Plasschaert (chorégraphe et professeur de modern'jazz) dirige les cours. Par la suite, Béatrix Hoang (danseuse et chorégraphe) y donne les sessions jazz et Patrick Ehrhard (chorégraphe, professeur et danseur) s'occupe des classes contemporaines. Alice Dona et Bernard Lavilliers y ont aussi leurs écoles du spectacle. De nombreux danseurs y sont formés.

### L'Olympia aujourd'hui
Le music-hall était menacé de destruction depuis longtemps, sa reconstruction est nécessaire par la destruction de l'immeuble qui abrite l'Olympia, et la restructuration prévue à l'arrière du bâtiment. Le groupe d'immeubles fait alors partie d'un projet de rénovation, dans lequel la salle devait initialement disparaître[style à revoir].
Les parties vues et cachées de l'ancienne salle de billard sont inscrites au titre des monuments historiques par arrêté du 23 mai 1991. Cette salle, ornée de boiseries sculptées et de faïences de Sarreguemines, date de la fin du XIXe siècle. Elle rend hommage au roi d'Angleterre Édouard VII. Dans les années 1950, elle servit de salle de répétition pour les artistes, par exemple Johnny Hallyday et Dalida.
Le 14 avril 1997 a lieu la dernière représentation de l'ancien Olympia.
En dépit de son inconfort chronique, la salle et son célèbre hall rouge seront rebâtis à l'identique en sept mois, en arrière à quelques mètres de l'emplacement d'origine, la façade n'ayant pas été touchée, ; la nouvelle salle ouvre ses portes en novembre 1997 avec Gilbert Bécaud. Si les coulisses ont un peu changé, la salle et la scène sont restées quasiment les mêmes.
En août 2001, Vivendi Universal, devenu Vivendi en 2006, rachète le fonds de commerce.
Les murs de L'Olympia appartiennent depuis 1999 à la SFL (Société foncière lyonnaise).
Arnaud Delbarre, directeur général de la salle depuis 2002 (en remplacement de Jean-Michel Boris), quitte ses fonctions le 30 juin 2015. Christian Soulabaille, directeur technique depuis 1997, devient directeur général de la salle en 2016 jusqu'en 2022, aux côtés de Laurent De Cerner.
En novembre 2023, l'Olympia a célébré ses 130 ans d'existence.

## Chansons évoquant l'Olympia
- 1960 : La Maffia par Léo Ferré
- 1972 : L'Olympia par Sheila
- 1972 : Les plus belles années de ma vie par Joe Dassin
- 1973 : J'ai chanté par Michel Sardou
- 1978 : Jojo par Jacques Brel
- 1980 : Où c'est qu'j'ai mis mon flingue ? par Renaud
- 1983 : Bravo par Dalida
- 1983 : Ce soir je chante à l'Olympia par Robert Charlebois
- 1983 : Entrez les artistes par Michèle Torr
- 1993 : Il est à moi L'Olympia par Gilbert Bécaud
- 1998 : Moi, j'me tache par Juliette
- 1999 : Attentat par Koffi Olomidé
- 2000 : Le bilan par Nèg' Marrons
- 2003 : Mon Olympia à moi par Patrick Sébastien
- 2004 : Respect par Koffi Olomidé
- 2007 : Boulevard des Capucines par Etienne Daho
- 2010 : L'Olympia par Dorothée
- 2012 : Mon premier Olympia par Camille
- 2012 : Itinéraire bis par Flynt
- 2013 : Du Hall au Music-Hall par Médine
- 2016 : Bécaud à l'Olympia par Thomas Boissy
- 2016 : L'Olympia par Isabelle Aubret
- 2018 : Iceberg Slim par Dinos
- 2019 : Suzane par Suzane
- 2020 : Insolent 4 par Bigflo & Oli
- 2021 : Manifeste par Orelsan
- 2021 : Au revoir par Clara Luciani
- 2023 : Olympia par Sauvan, Xad et Sans Lactose
- 2024 : … par Wallace Cleaver

## Films tournés à l'Olympia
- 2020 : Pourquoi je vis de Laurent Tuel

### Vidéo
- Documentaire 52 min : Si l'Olympia m'était conté
- « Olympia Théâtre Jacques Haïk » Bonus DVD Pour un sou d'amour de Jean Grémillon